# Euparasteleopteron viohli
Euparasteleopteron viohli (лат.) — вид вымерших равнокрылых стрекоз из семейства Steleopteridae, живших на территории современной Германии во времена позднеюрской эпохи (150,8—145 млн лет назад). Единственный вид в роде Euparasteleopteron.

## История изучения
Голотип JME SOS 3615, представляющий из себя экзоскелет, был обнаружен в немецком карьере Лангенальтхаймер-Хардт в зольнхофенском известянке и датирован верхним титоном. Гюнтер Флек, Андре Нел, Гюнтер Бехли и Ксавье Делклос описали вид в 2001 году. Вместе с Euparasteleopteron viohli был описан Parasteleopteron guischardi.

## Описание
Тело голотипа достигает 90,5 мм в длину и 5,5 мм в ширину, грудная клетка — 10 мм в длину и 7 мм в ширину, крылья — 47,1 мм в длину и 7,3 мм в ширину. Были быстрыми насекомоядными хищниками.